# Mette og Esben
|  | Denne artikel er oprettet af botten PalnaBot ud fra en ekstern database. Den kan derfor have sproglige fejl eller mangler. Denne skabelon kan fjernes efter kontrol af indholdet. |

Mette og Esben er en dokumentarfilm instrueret af John Tranholm efter manuskript af John Tranholm.

## Handling
Hej! Jeg Hedder Esben, og jeg bor på Strynø. "Hej! Jeg hedder Mette, og jeg kommer fra Sønderup". Sådan! Kækt og lige-ud-ad-landevejen præsenterer de to hovedpersoner sig selv. Og det er ikke tilfældigt, at de i præsentationen nævner deres hjemstavn. Her hører de til, og herfra går deres verden. De har rødder i en ellers rodløs verden. De er begge 9 år og fortæller om familie, udfoldelsesmuligheder, interesser, venner og veninder. Især familiesammenholdet dominerer i denne livsbekræftende sædeskildring i børnehøjde fra to små samfund i det danske provinslandskab anno 1995.